# Церква Святого Миколая (Висічка)
Церква Святого Миколая у Висічці — парафія і храм греко-католицької громади Борщівського деканату Бучацької єпархії Української греко-католицької церкви в селі Висічка Чортківського району Тернопільської области.
Оголошена пам'яткою дерев'яної архітектури подільської школи XVIII ст. національного значення (охоронний номер 648).

## Історія церкви
Церква була збудована в 1763 році. За даними тематизму, її «виставили» у 1793 році як грядільний храм із квадратною абсидою, квадратною навою більших розмірів та бабинцем. На жаль, бабинець не зберігся у первісному вигляді. У радянські часи, у 1954 році, на місці дерев'яного притвору збудували більший мурований. Над навою височіє восьмигранний купол із хрестом. Дах і верхня частина церкви обшиті бляхою. Церква і дзвіниця були освячені у 1763 році. У 1954 році храм реконструювали, але дерев'яна стіна збереглася донині.
До 1946 року парафія і храм належали до УГКЦ.
З 1946 по 1989 рік храм не діяв, його закрила державна влада. У цей час парафіяни відвідували богослужіння в костелі м. Борщів або в діючій церкві РПЦ в селі Стрілківці.
У 1990 році парафія повернулася в лоно УГКЦ.
На території парафії є такі пам'ятки:
- Символічний хрест на честь скасування панщини (1848, відновлений у 1989).
- Три хрести, встановлені померлим від тифу (1918).
- «Парубоцький хрест» (відновлений у 1989).
- Хрест на хвалу Божу (1991).
- Капличка Божої Матері (1994), збудована за кошти М. Полянської та інших.

У власності парафії є парафіяльний дім.

## Парохи
- о. Віктор Чомкевич,
- о. Петро Коцюба,
- о. Степан Чеховський,
- о. Михайло Береза (1928—1930)[джерело?],
- о. Іван Харук,
- о. Теодор Олексіїв,
- о. Роман Гриджук,
- о. Олег Косован,
- о. Іван Сабала (адміністратор з 2000 року).